# بتزیدا اوبری
بتزیدا اوبری (انگلیسی: Betzaida Ubri؛ زادهٔ ۹ مهٔ ۱۹۹۰) بازیکن فوتبال اهل جمهوری دومینیکن است.
وی همچنین در تیم ملی فوتبال Dominican Republic بازی کرده‌است.